# Тюканово 2-е
Тюканово 2-е (баш. 2-се Төкән) — деревня в Куюргазинском районе Республики Башкортостан Российской Федерации. Входит в состав Свободинского сельсовета.

## География

### Географическое положение
Расстояние до:
- районного центра (Ермолаево): 30 км,
- центра сельсовета (Свобода): 5 км,
- ближайшей ж/д станции (Ермолаево): 30 км.

## Население
| 2002 | 2009 | 2010 |
| ---- | ---- | ---- |
| 382  | ↗412 | ↗439 |

Национальный состав
Согласно переписи 2002 года, преобладающие национальности — башкиры (48 %), русские (39 %).